# Marcel Büchel
Marcel Büchel (Feldkirch, 18 maart 1991) is een Liechtensteins voetballer die bij voorkeur als centrale middenvelder speelt. Hij wordt tijdens het seizoen 2015/16 door Juventus verhuurd aan Empoli. In 2015 debuteerde Büchel voor Liechtenstein.

## Clubcarrière
Büchel verruilde in 2009 het Zwitserse FC St. Gallen voor het Italiaanse AC Siena, dat hem verhuurde aan Juventus, AS Gubbio 1910 en US Cremonese. In 2013 nam Juventus de centrale middenvelder voor anderhalf miljoen euro over. Tijdens het seizoen 2013/14 werd hij verhuurd aan Virtus Lanciano. Het seizoen erop werd hij verhuurd aan Bologna. Gedurende het seizoen 2015/16 speelt Büchel op huurbasis voor Empoli. Op 4 oktober 2015 debuteerde hij in de Serie A in het thuisduel tegen US Sassuolo. Dertien dagen later maakte de Liechtensteins international zijn eerste treffer op het hoogste niveau in het Stadio Olimpico tegen AS Roma.

## Interlandcarrière
In 2009 kwam Büchel driemaal uit voor Oostenrijk –19. Op 18 september 2015 werd bekend dat hij het Liechtensteins staatsburgerschap verkregen heeft. Op 9 oktober 2015 debuteerde hij voor Liechtenstein in de EK-kwalificatiewedstrijd tegen Zweden. Büchel speelde de volledige wedstrijd, die met 0–2 verloren werd na doelpunten van Marcus Berg en Zlatan Ibrahimović.